# Martin Vaniak
Martin Vaniak (Ústí nad Labem, República Checa, 4 de octubre de 1970) es un exfutbolista checo. Jugaba de portero y su primer equipo fue el VTJ Hodonín.

## Biografía
Vaniak empezó su carrera en un equipo modesto de su país, el VTJ Hodonín. 
En 1991 ficha por el SK Sigma Olomouc, equipo con el que debuta en la Gambrinus liga. Durante 4 temporadas se marcha a jugar al Petra Drnovice para luego regresar al Sigma Olomouc, donde sus buenas actuaciones le convirtieron en uno de los mejores porteros del país, llevándole a debutar con su selección, y su cotización se disparó. 
Varios clubs de Europa se fijaron en él, pero fue el Panionios griego el que se hizo con sus servicios en  2005 para que fuera el portero tituar del equipo. Al final de esa temporada regresa a la República checa para jugar en el FK SIAD Most.
En 2007 ficha por el Slavia Praga, equipo con el que gana una Liga en su primera temporada. Se retiró en dicho club al finalizar la temporada 2010/11.

### Selección nacional
Ha sido internacional con la Selección de fútbol de la República Checa en 7 ocasiones. Debuta como internacional en 2002.
Acudió con su selección a la Eurocopa de Portugal de 2004, pero no disputó ningún partido debido a que Petr Čech fue el portero titular indiscutible de su selección durante el campeonato.

## Clubes
| Club             | País            | Año       |
| ---------------- | --------------- | --------- |
| VTJ Hodonín      | República Checa | 1988-1991 |
| SK Sigma Olomouc | República Checa | 1991-1997 |
| FK Drnovice      | República Checa | 1997-2001 |
| SK Sigma Olomouc | República Checa | 2001-2005 |
| Panionios NFC    | Grecia          | 2005-2006 |
| FK SIAD Most     | República Checa | 2006-2007 |
| Slavia Praga     | República Checa | 2007-2011 |

## Títulos
- 1 Ligas de la República Checa (Slavia Praga, 2008)

- Datos: Q1905190
- Multimedia: Martin Vaniak / Q1905190